# Estátua de Leopoldo II da Bélgica

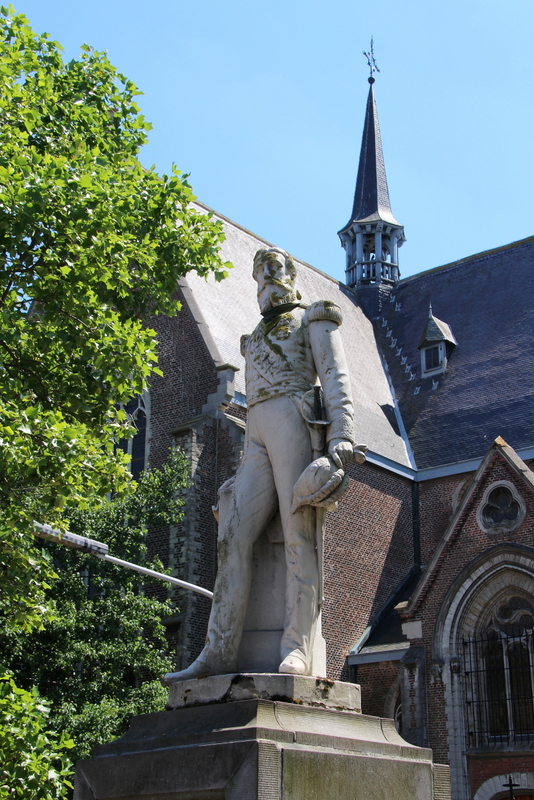
O monumento em 2017

A estátua de Leopoldo II da Bélgica estava instalada em Ekeren, Flandres, Bélgica, até 2020. A estátua foi projetada pelo escultor belga Joseph Ducaju, feita de arenito de Bad Bentheim, e foi erguida em 1873, oito anos após o reinado de Leopoldo, como a primeira estátua a homenageá-lo como rei.
Após os danos sofridos durante os protestos após a morte de George Floyd, a estátua foi removida para o terreno do Museu de Escultura ao Ar Livre de Middelheim, em Antuérpia, no dia 9 de junho, embora possa estar irreparavelmente danificada.